# Ahti
Na mitologia finlandesa, Ahti é o deus das águas. A sua esposa é a deusa das águas, Wellamo.